# نونيو
نونيو هي كومونا تقع في مقاطعة فيربانو كوزيو أوسولا في منطقة في شمال غرب إيطاليا تسمى بيدمونت الإيطالية ، و حيث تقع على بعد حوالي 100 كيلومتر (62 ميل) في شمال شرق تورينو وحوالي 15 كيلومتر (9 ميل) جنوب غرب فيربانيا .
و إذ تقع نونيو على حدود المقاطعات الاتي ذكرها : سيزارا ، أوميغا ، بيلا ، بيتيناسكو ، كوارنا سوتو ، فارالو .